# Readytex
Readytex is een warenhuis in Paramaribo. Het werd in 1968 opgericht in het centrum en staat bekend om de afzet van lokale ambachtelijke producten en kunst. Het warenhuis is eigenaar van de plantage Katwijk, de Micro Markt en de Readytex Art Gallery.

## Geschiedenis
De oprichter van de zaak was de Libanese Surinamer Nagib Nouh-Chaia. Hij is een emigreerde vanuit Libanon eerst naar Frans-Guyana en studeerde economie in Brazilië. Hij handelde in textiel en kramerijen en was geregeld in Suriname voor zaken. Toen hij zijn latere, Surinaamse vrouw leerde kennen, besloot hij in Suriname te blijven.
Op 15 oktober 1968 richtte hij een schoenenwinkel op aan de Maagdenstraat. De zaak breidde in de loop van de jaren in fases uit met onder meer kleding, babyspullen en huishoudelijke artikelen.

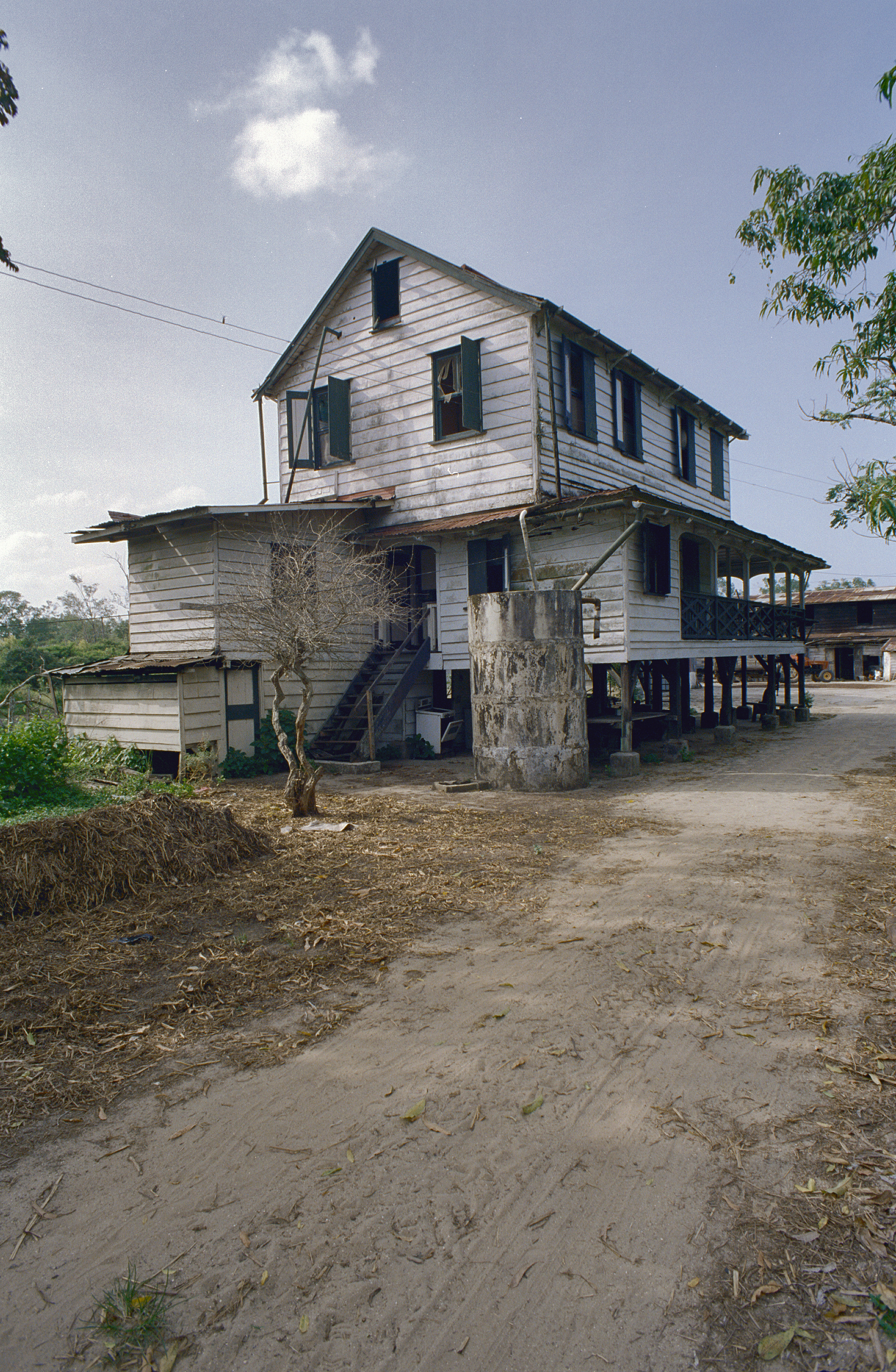
Huis op Katwijk, 1998

Rond 1973/1974 nam Nouh-Chaia de citrus- en koffieplantage Katwijk over met een oppervlakte van 364 hectare. Omdat de export naar Nederland na de onafhankelijkheid moeilijker werd, werd er rond 1979 een supermarkt bij genomen, de Micro Markt, om de afzet van de plantage te verzekeren. Hier wordt ook de koffie gebrand en verpakt.
In de jaren tachtig liepen de zaken terug, doordat bepaalde importeurs geen vergunningen meer kregen en er een valutatekort in het land was. Om de lege schappen te vullen, begon Nouh-Chaia's vrouw in deze tijd met de aankoop van lokale ambachtelijke producten. Deze producten bleken aan te slaan en leverden daarnaast goodwill op, omdat de makers direct bij aankoop betaald werden. Het aanbod van de ambachtelijke producten is in de jaren erna sterk gegroeid.

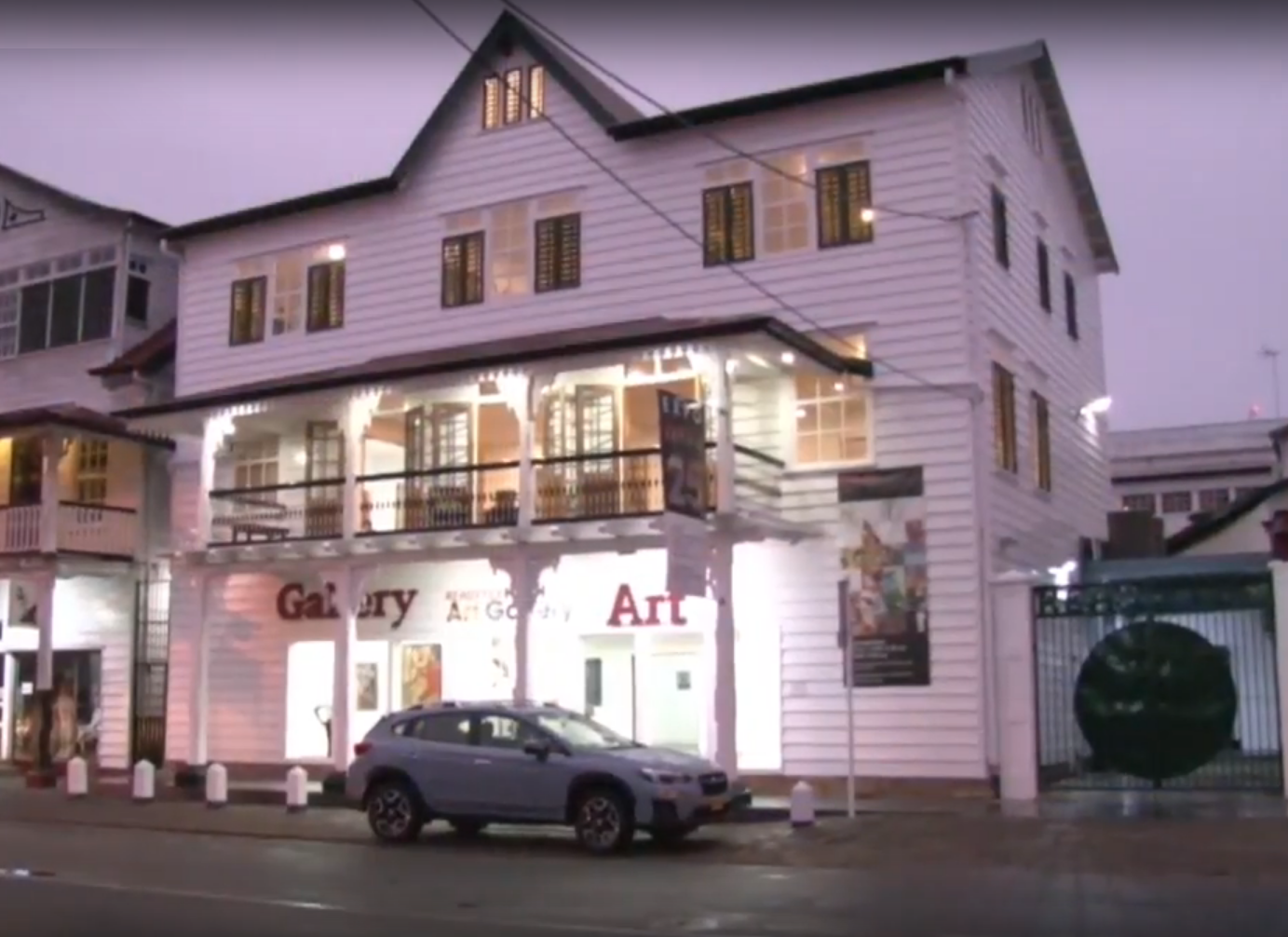
Readytex Art Gallery

Doordat er sinds het begin van de jaren negentig ook steeds meer kunstvoorwerpen van Surinaamse kunstenaars in de etalage werden gezet, bleek dat er behoefte was aan een permanente plek om kunst te exposeren. Hieruit ontwikkelde zich de Readytex Art Gallery die in 1993 op het plafond van de zaak werd ingericht. Uiteindelijk werd de galerie in 2015 verhuisd naar een eigen pand met vier verdiepingen aan de Steenbakkerijstraat. Aan de galerie werken tientallen kunstenaars mee. Daarnaast sponsort Readytex kunstinitiatieven, zoals een groot deel van de huurprijs van de locaties tijdens de Nationale Kunstbeurs van 2017.
In een artikel uit 2016 plaatste The Australian de toenmalige combinatie van winkel en kunstgalerie in de top 10 "perfecte" locaties van Paramaribo. De Britse The Telegraph raadde Readytex in 2011 aan voor de aankoop van marron souvenirs als veilig alternatief om de aanschaf van illegale kunststukken te voorkomen.